# Orenburg
Orenburg (rusky Оренбу́рг; kazašsky Орынбор / Orynbor, tatarsky Ырынбур / Yrynbur, baškirsky Ырымбур / Yrymbur) je město na východním okraji evropské části Ruska. Leží na řece Ural, při ústí Sakmary, asi 1200 km jihovýchodně (vzdušnou čarou) od Moskvy a 80 km severně od hranic s Kazachstánem. Město je centrem Orenburské oblasti. Žije zde přibližně 537 tisíc obyvatel, v pořadí největších ruských měst je okolo 30. místa.
Orenburg je střediskem především strojírenského průmyslu a je významným železničním uzlem mezi Povolžím a Kazachstánem. Samotné město se dělí na 4 rajóny. Do roku 1925 patřil Orenburg ke kazašské autonomní republice a byl dokonce jejím hlavním městem. Kromě Rusů zde žije především kazašská a tatarská menšina. U Orenburgu začíná plynovod Sojuz, který končí u Užhorodu a vede plyn do střední Evropy. 
Podle některých pojetí leží město přímo na hranici mezi Evropou a Asií (pokud je stanovena po řece Ural). To připomíná pěší most „Jevropa–Azija“ nebo stejnojmenný obelisk.

## Historie

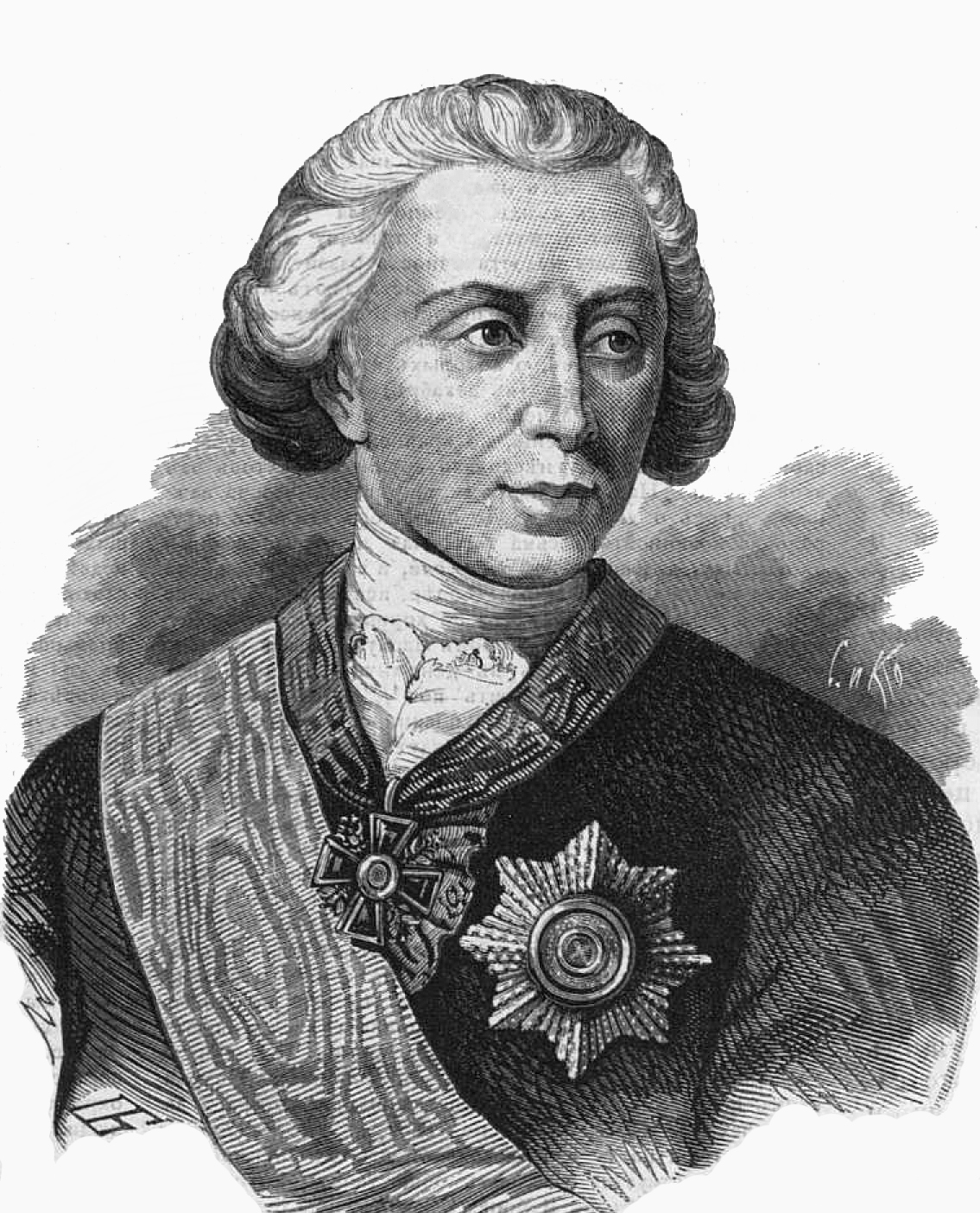
Ivan Něpľujev

Orenburg vznikl jako jedna z pevností budovaných v 18. století ruským impériem za účelem rozšiřování vlivu do Střední Asie a na ochranu před nájezdy stepních národů. Jméno Orenburg (doslova „Orský hrad“) původně nesla pevnost založená roku 1735 při ústí řeky Or do Uralu, roku 1739 přejmenovaná na Orsk. Název Orenburg byl přenesen na novou pevnost asi 250 km západně po proudu, na soutoku Uralu a Sakmary, kde ji roku 1743 založil Ivan Něpľujev. Vznikla zde významná vojenská základna na hranici s územím kazašských nomádů, z níž se postupně stalo centrum orenburských Kozáků.
Orenburg byl významným dějištěm v historii Pugačovova povstání, povstalci ho obléhali půl roku na přelomu let 1773 a 1774. Město se ubránilo, ale zůstalo v troskách a tisíce obyvatel zahynuly. Šedesát let poté sem přijel literát A. S. Puškin pro podklady a inspiraci pro svou knihu o Pugačovovi a související román Kapitánská dcerka.

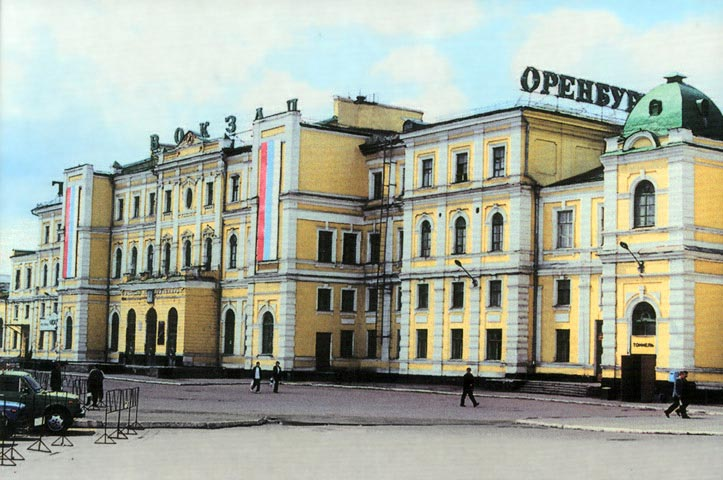
Nádraží Orenburg

Roku 1877 byla do Orenburgu přivedena železnice ze Samary, na níž se později napojily tratě na východ do Orska a jižním směrem Trans-aralská dráha do Taškentu (otevřená 1906). Tím zde vznikla důležitá křižovatka drah z evropského Ruska na Sibiř a do střední Asie, což vedlo k hospodářskému rozmachu města.  

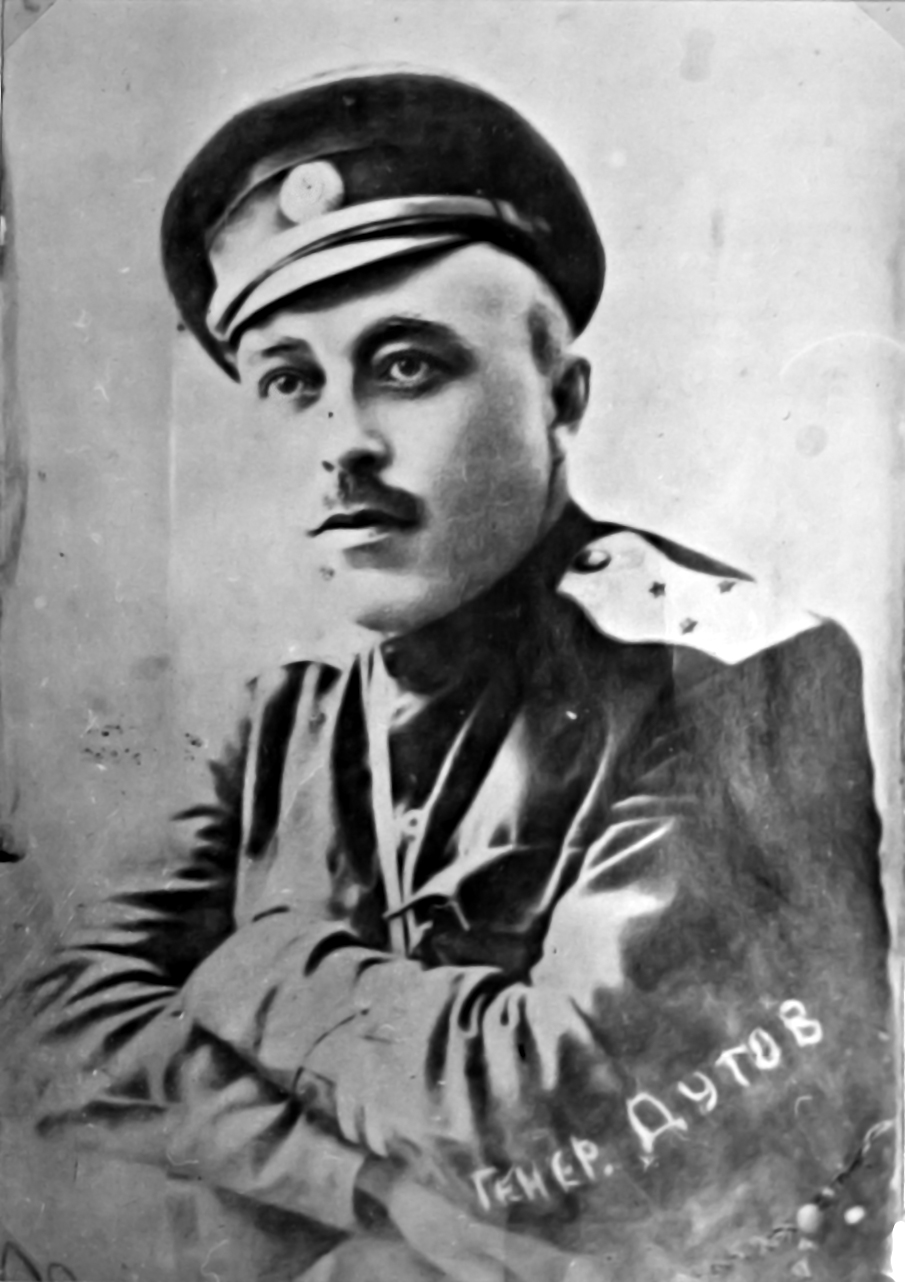
A. I. Dutov

Během Ruské občanské války zde vznikl protibolševický státní útvar orenburských Kozáků. V čele státu stál v letech 1918–1920 ataman Dutov. Po jejich porážce se stal Orenburg součástí Ruské SFSR a hlavním městem její Kyrgyzské autonomní sovětské socialistické republiky. Ta byla v roce 1925 přejmenována na Kazašskou ASSR a oblast Orenburgu z ní byla vyjmuta, takže hlavní město se přesunulo do Kyzylordy a Orenburg se stal sídlem řadové oblasti v rámci RSFSR v Sovětském svazu. 
Mezi lety 1938 a 1957 nesl Orenburg název Čkalov (rusky Чкалов) po sovětském letci-hrdinovi Valeriji Čkalovovi, který zde studoval na vojenské akademii. Za druhé světové války patřilo město k místům, kam byla přesunuta tovární výroba ze západu SSSR ohrožovaného nacistickým Německem, což vedlo k dalšímu rozvoji.  

## Osobnosti města

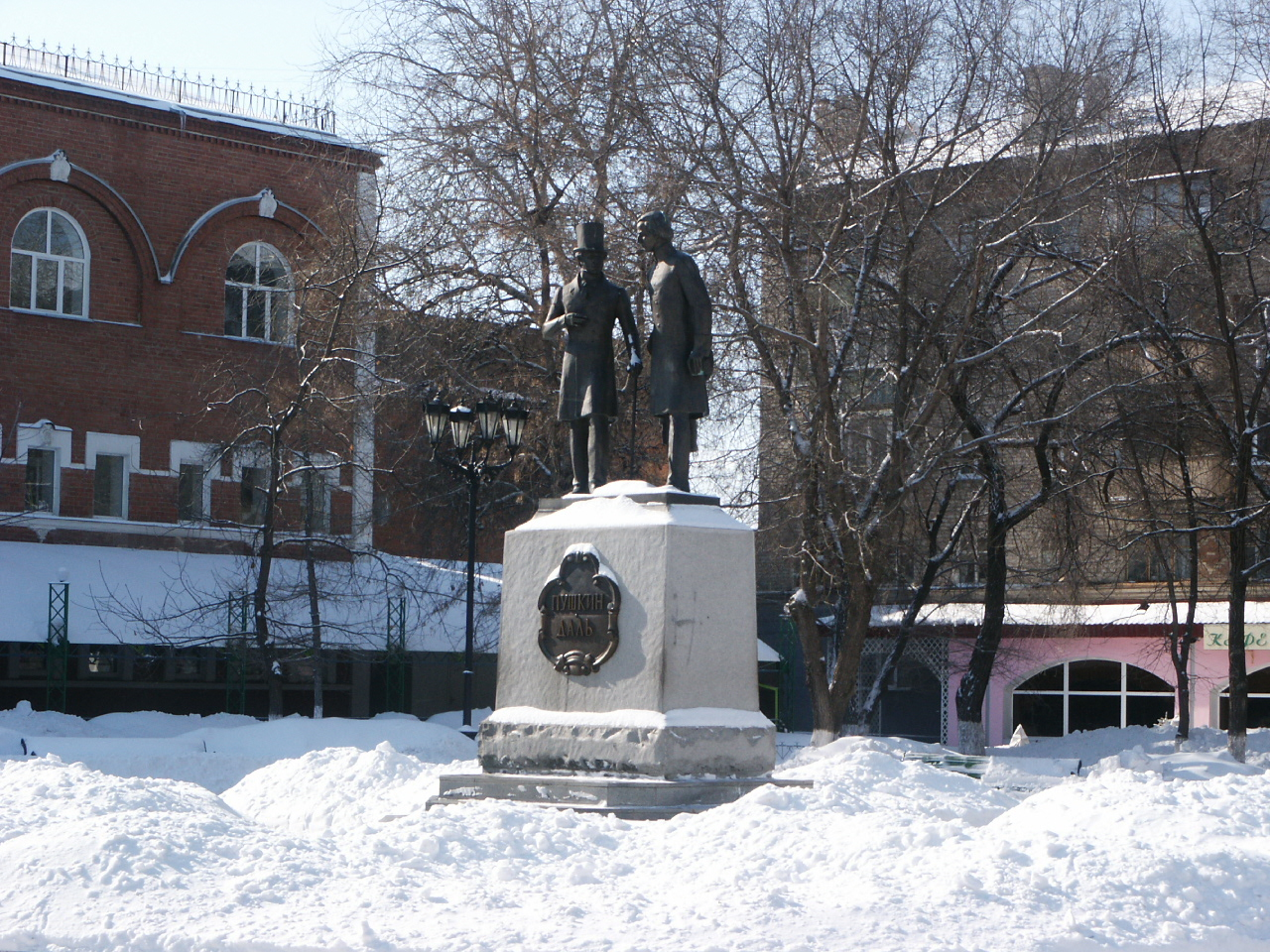
Pomník A. S. Puškina a V. I. Dala

### Rodáci
- Georgij M. Malenkov (1902–1988), sovětský politik a státník
- Lev Alburt (* 1945), šachový velmistr
- Anna Avdějevová (* 1985), atletka
- Artem Sitak (* 1986), rusko-novozélandský tenista

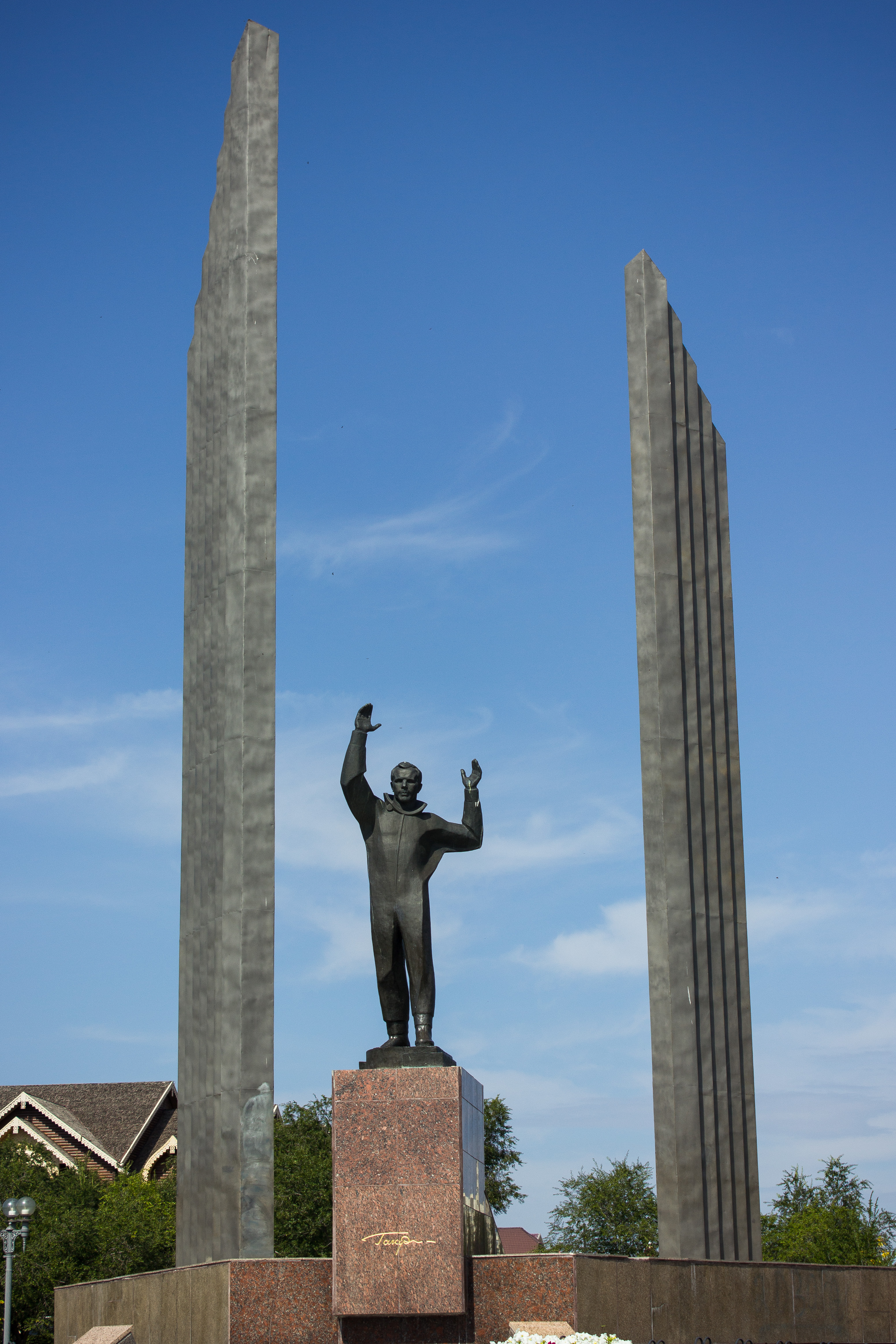
Pomník J. A. Gagarina

- Denis Istomin (* 1986), uzbecký tenista

### Další
- Achmet Bajtursynuly (1873–1937), kazašský básník a aktivista
- Valerij Čkalov (1904–1938), letec, hrdina SSSR – studoval zde leteckou akademii, město bylo do roku 1957 pojmenováno na jeho počest
- Vladimir Dal (1801–1872), jazykovědec a lexikograf – působil na zdejším úřadě
- Jurij Gagarin (1934–1968), kosmonaut, první člověk ve vesmíru – studoval zde leteckou akademii
- Ivan Krylov (1769–1844), autor bajek, publicista a satirik – vyrůstal zde
- Robert Mšvidobadze (* 1989), judista – od roku 2017 zde žije a trénuje
- Mstislav Rostropovič (1927–2007), violoncellista a dirigent – byli odsud jeho rodiče a chvíli zde žil, čestný občan města
- Lidija Sejfullová (1889–1954), spisovatelka a novinářka – působila zde v mládí jako učitelka
- Emanuel Vávra (1839–1891), český spisovatel a překladatel – žil zde 1876–1880

## Galerie

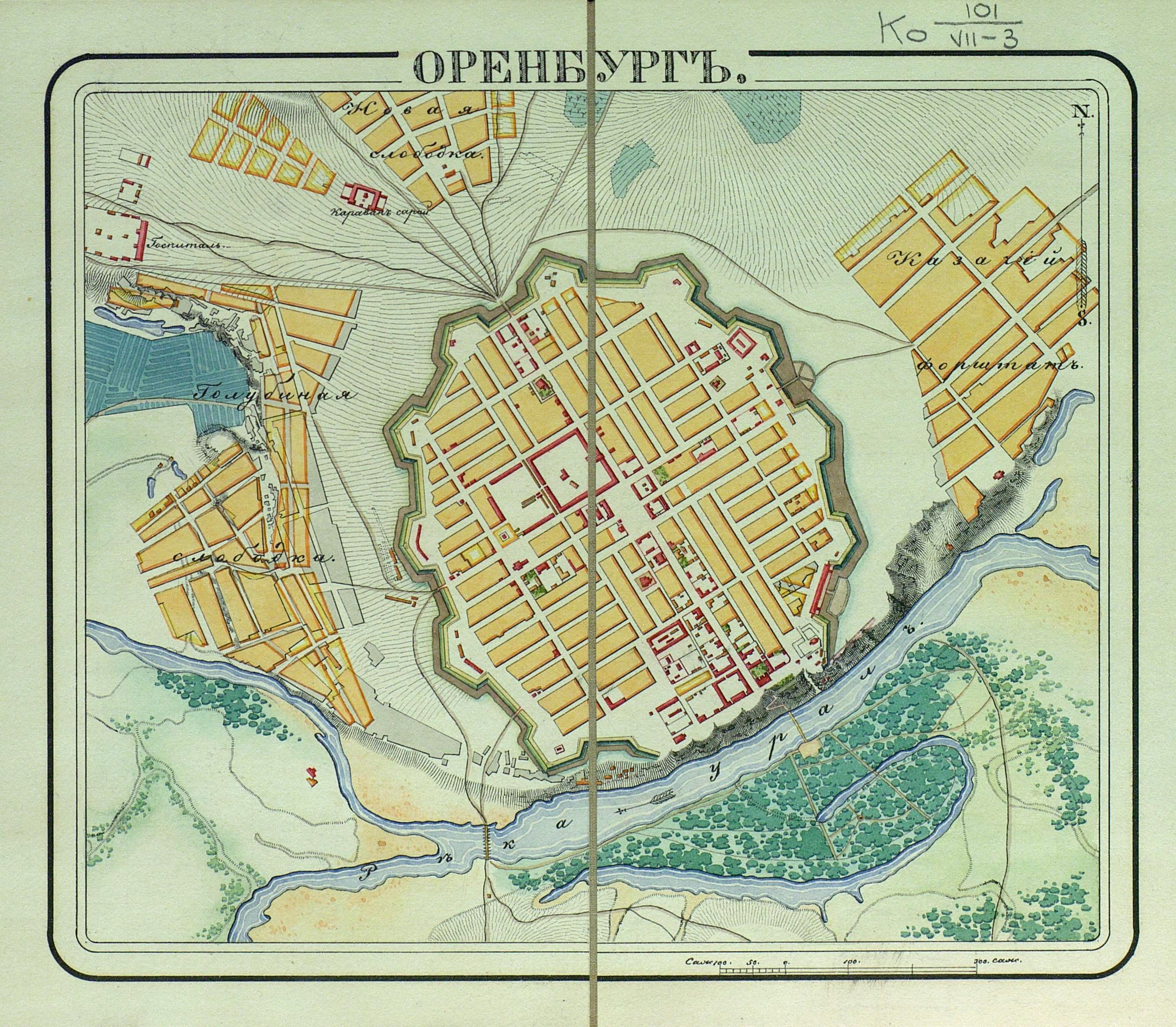
Mapa Orenburgu v první půli 19. století
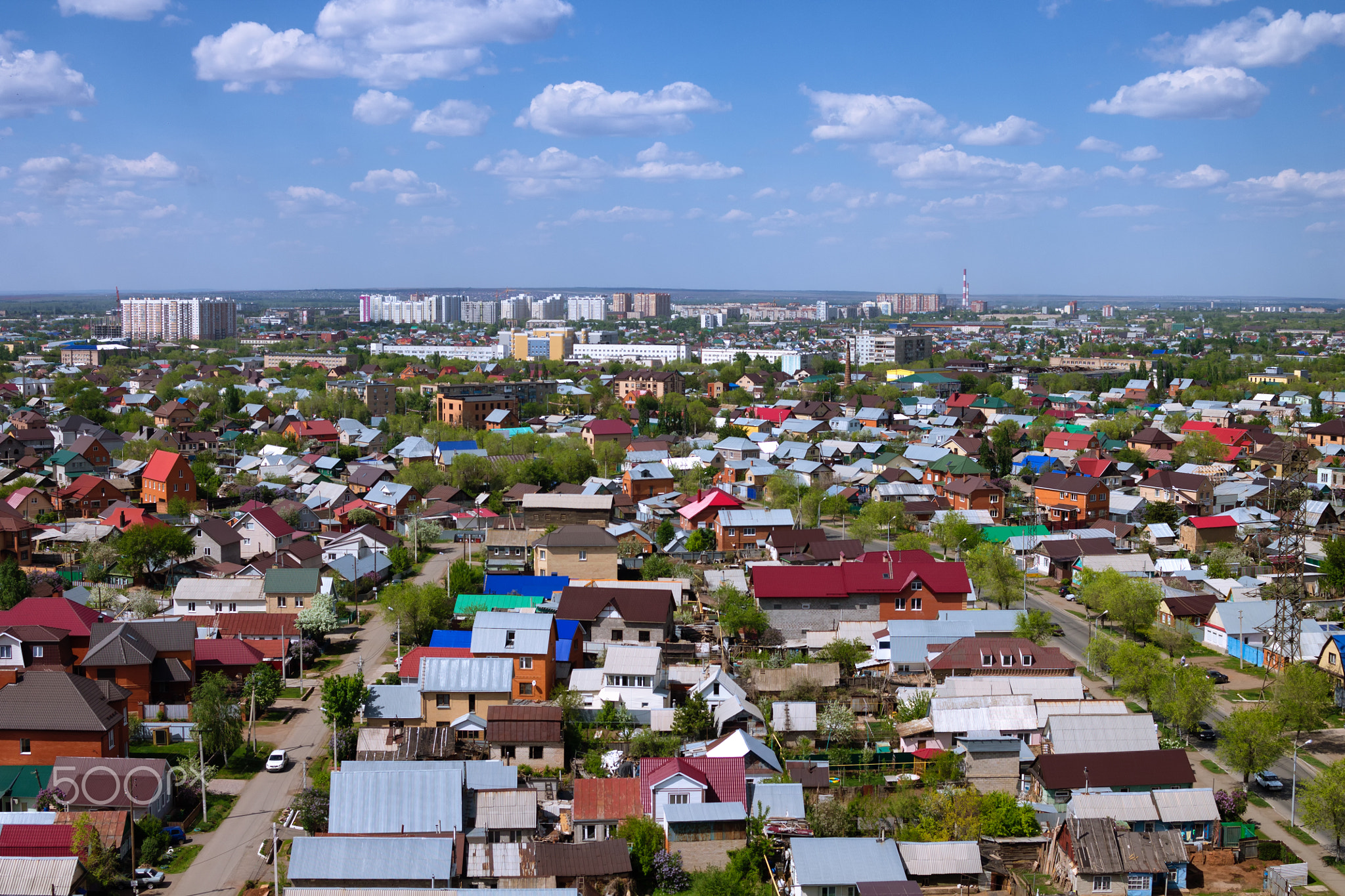
Celkový pohled na město
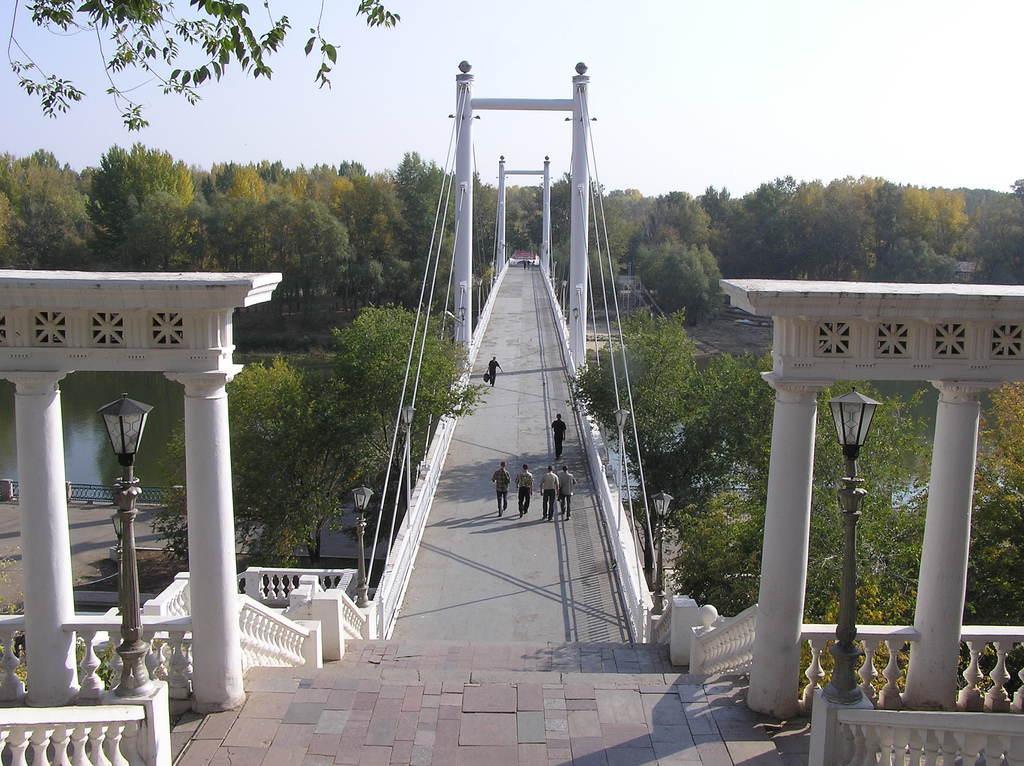
Lávka „Evropa–Asie“ přes řeku Ural
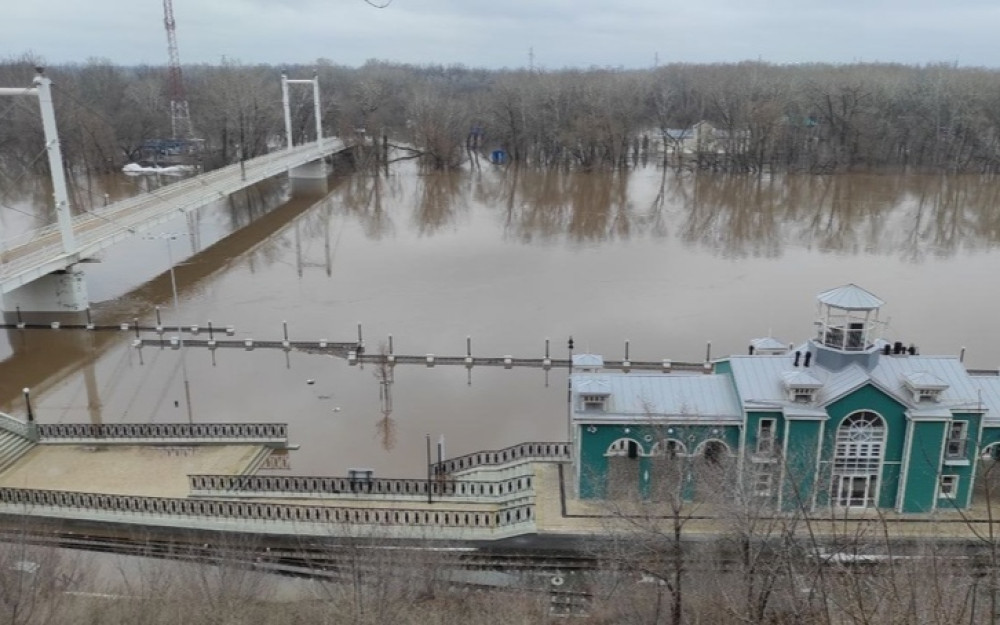
Povodeň v srpnu 2024
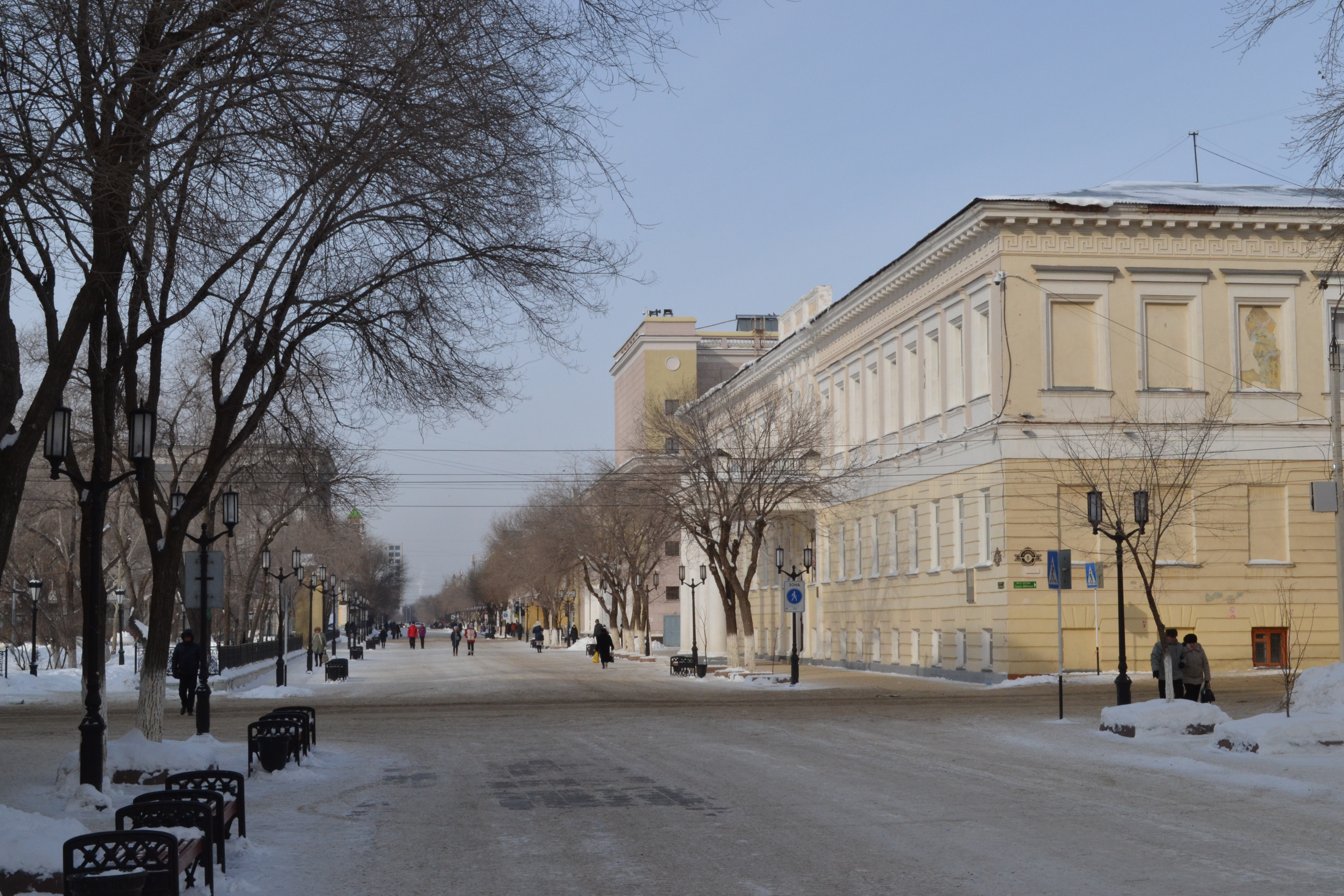
Sovětská ulice
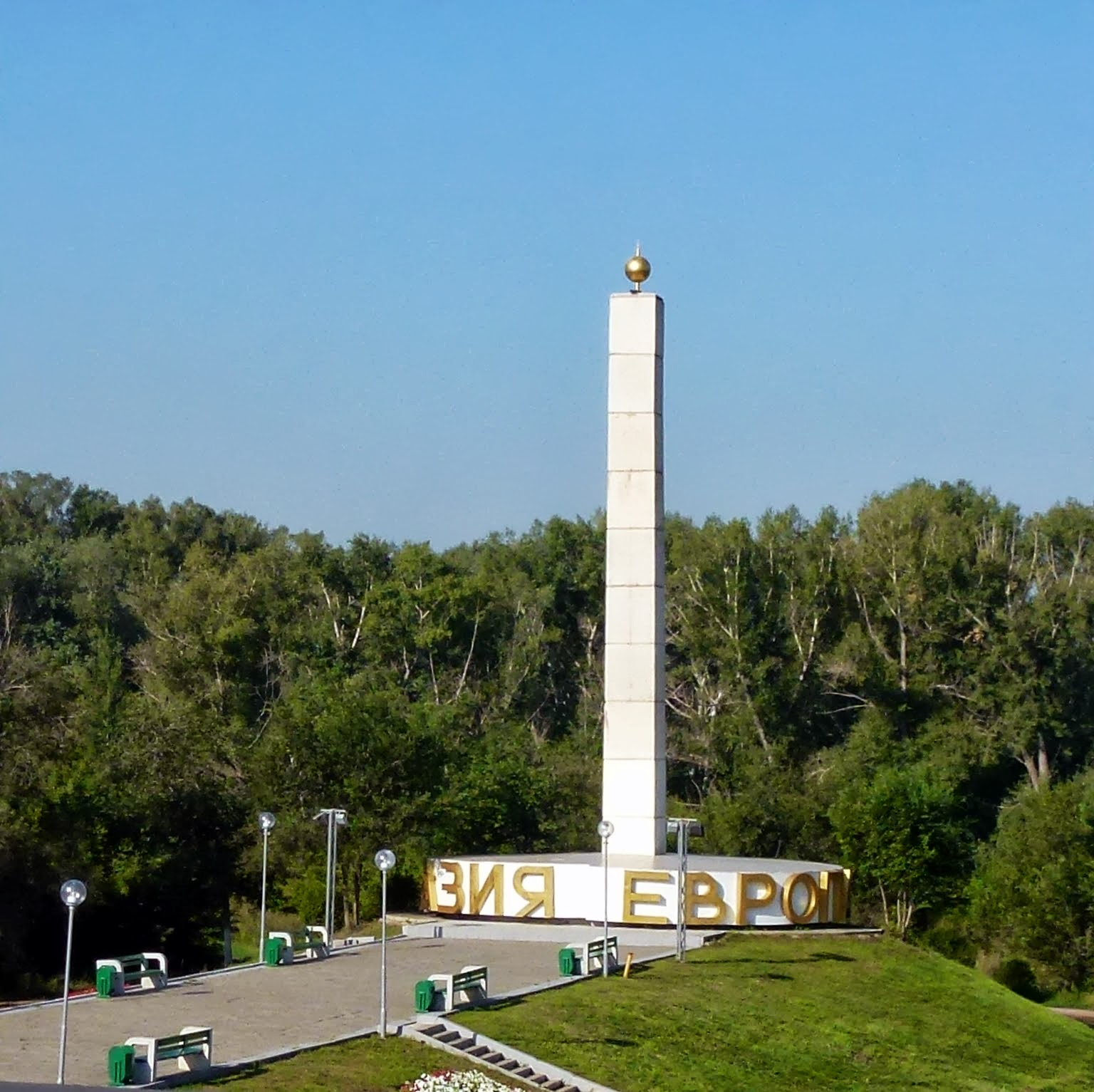
Sloup symbolizující rozhraní Evropy a Asie
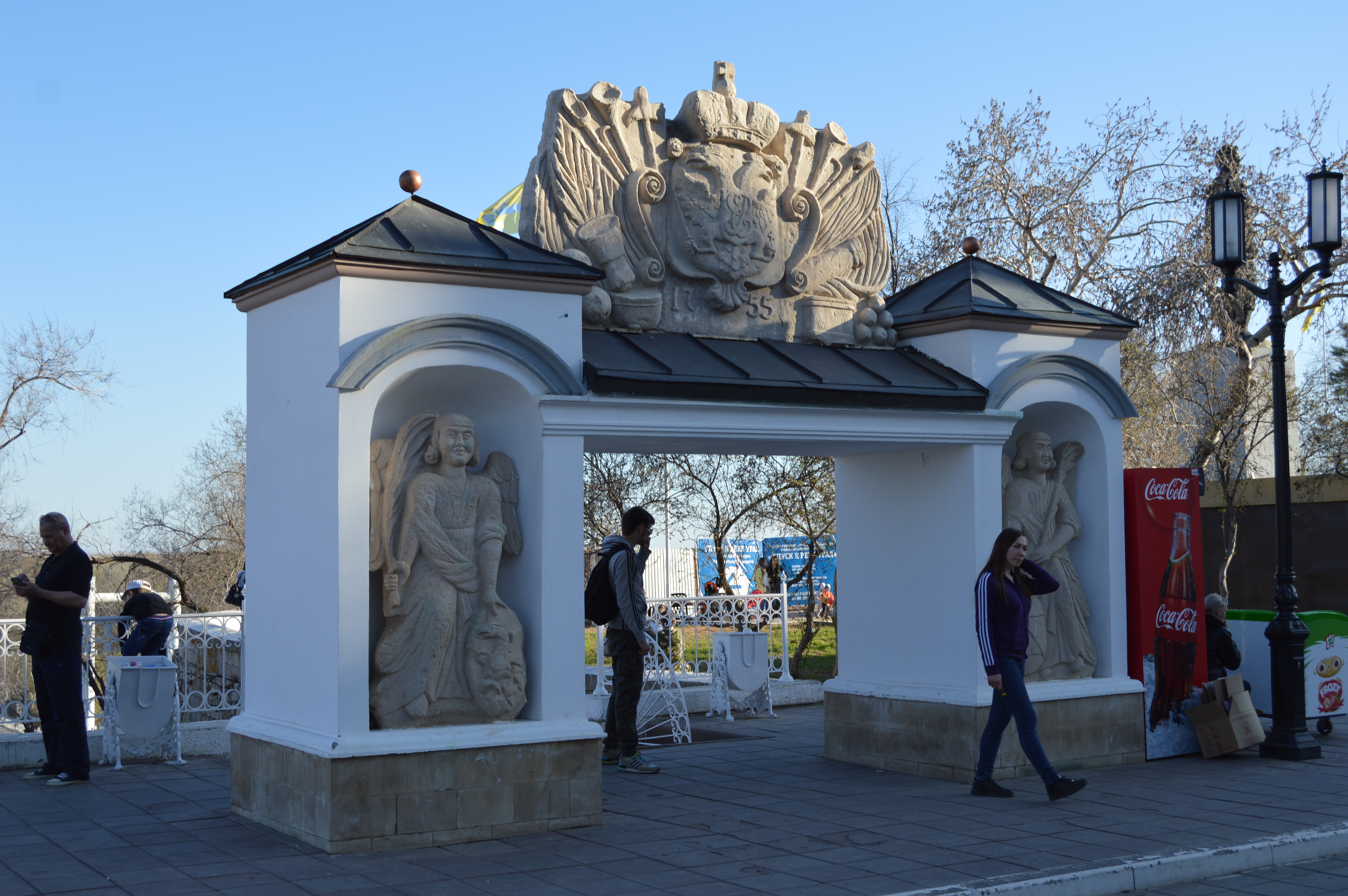
Alžbětinská brána
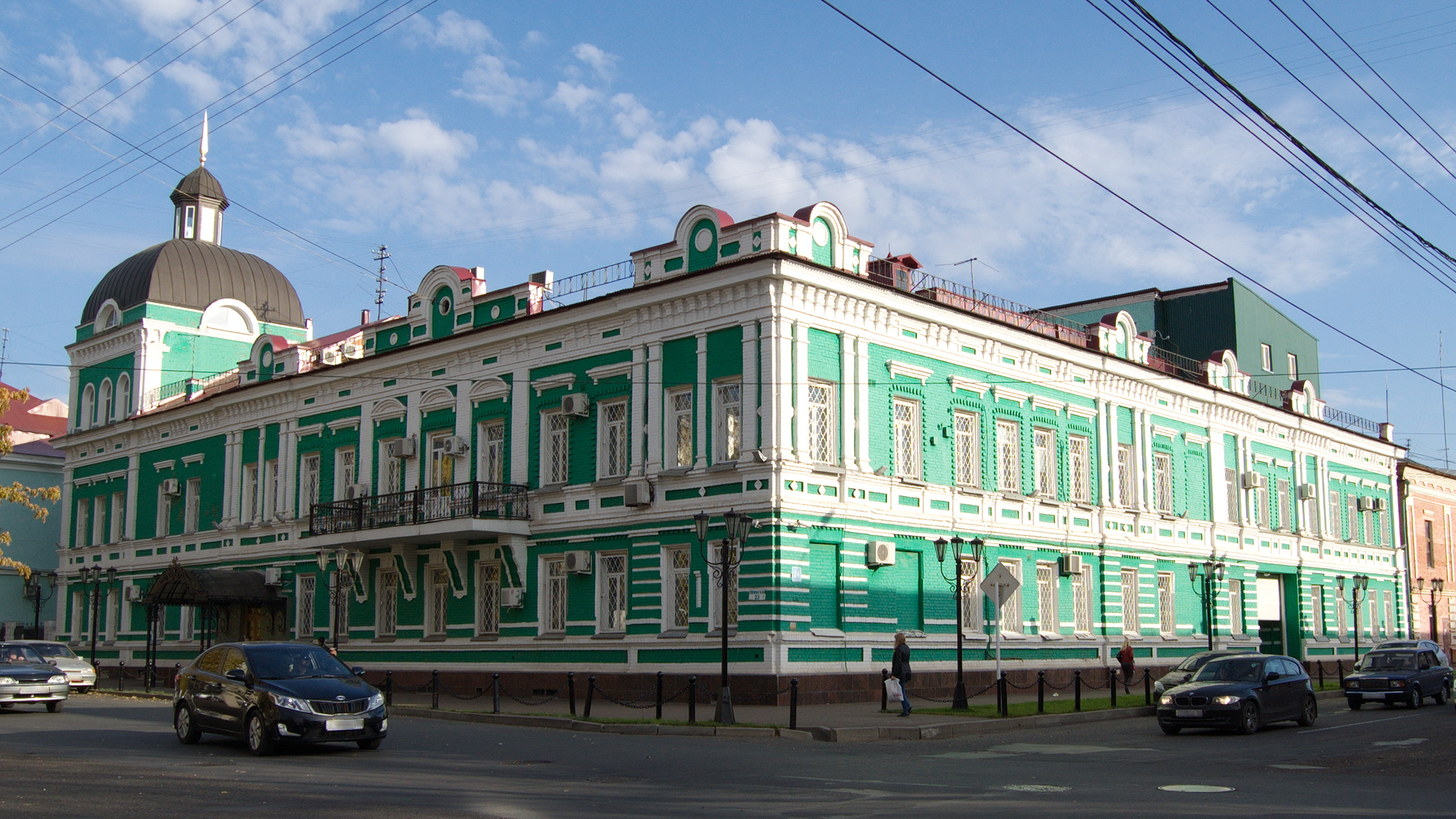
Budova Volžsko-kamské banky
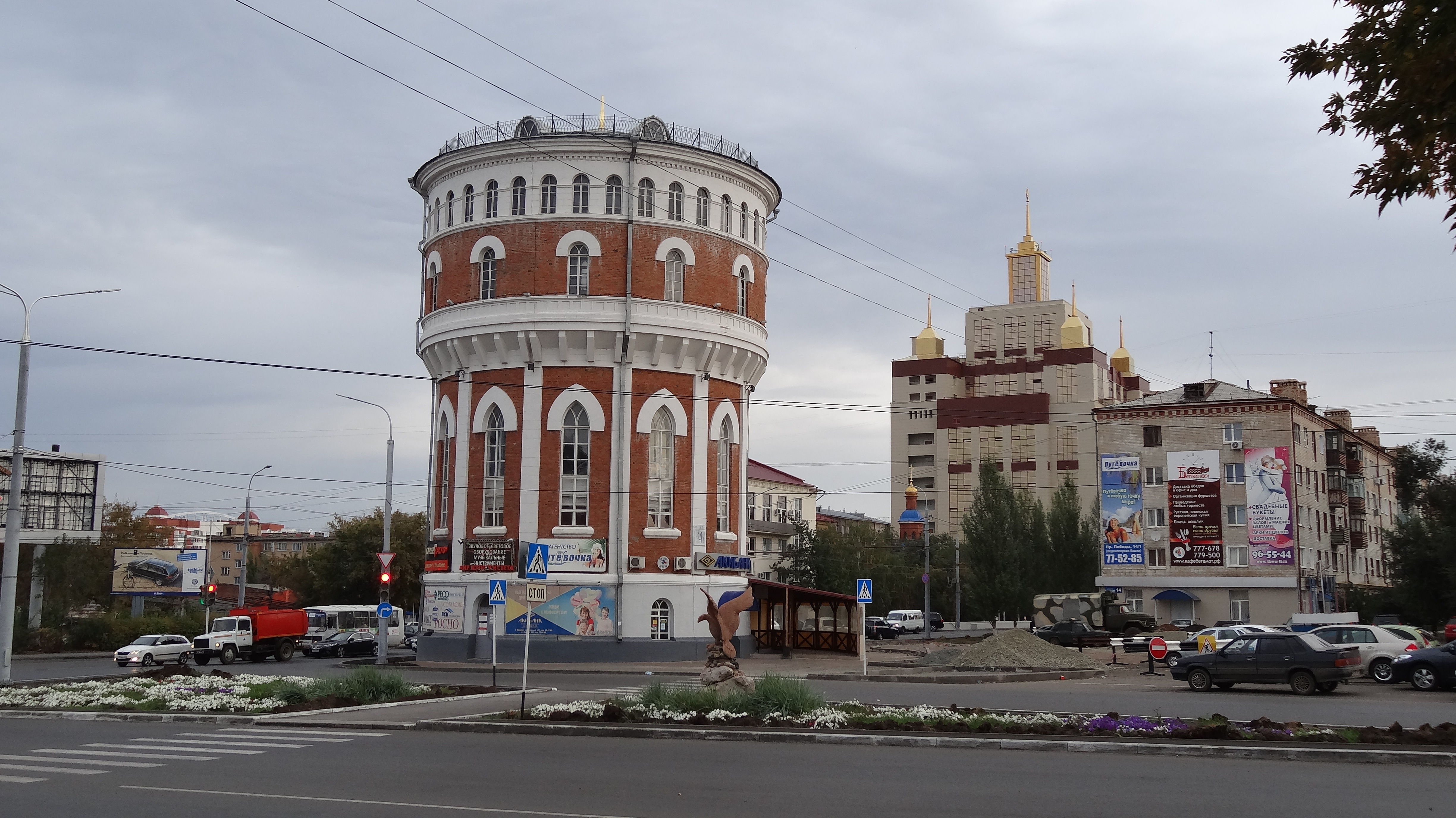
Vodárenská věž a v pozadí Orenburská státní univerzita
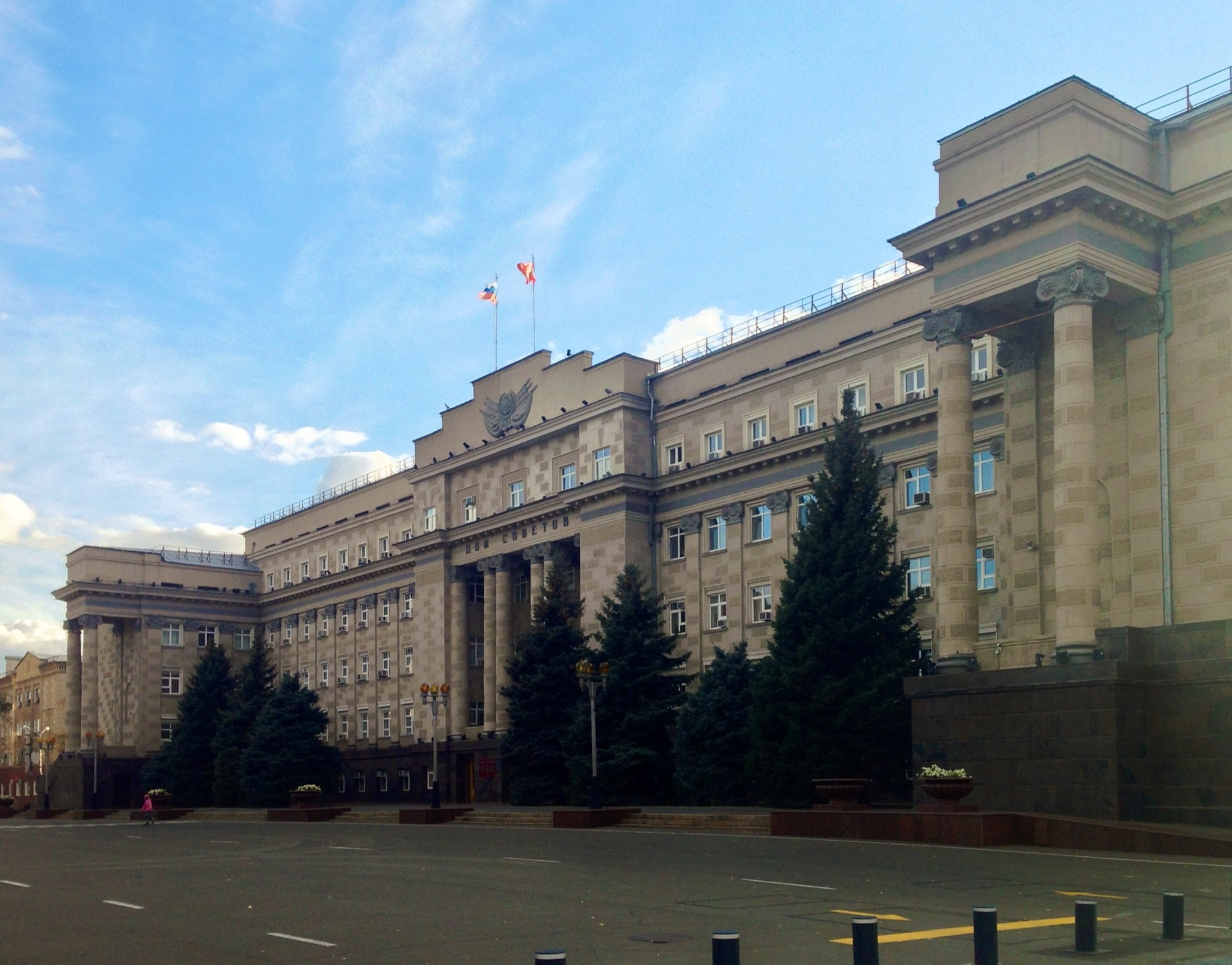
Oblastní úřad
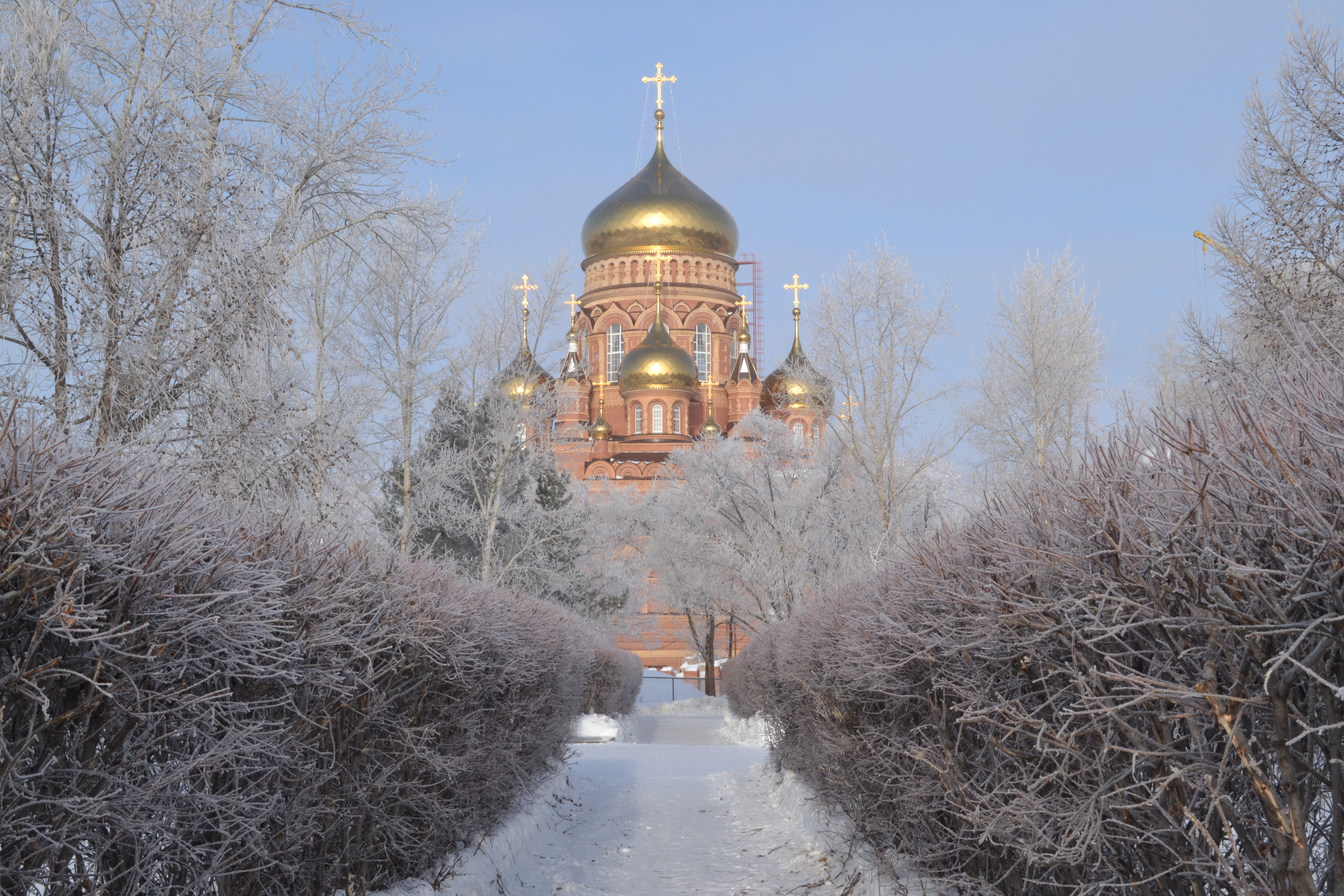
Chrám Ikony Bohorodice Kazaňské
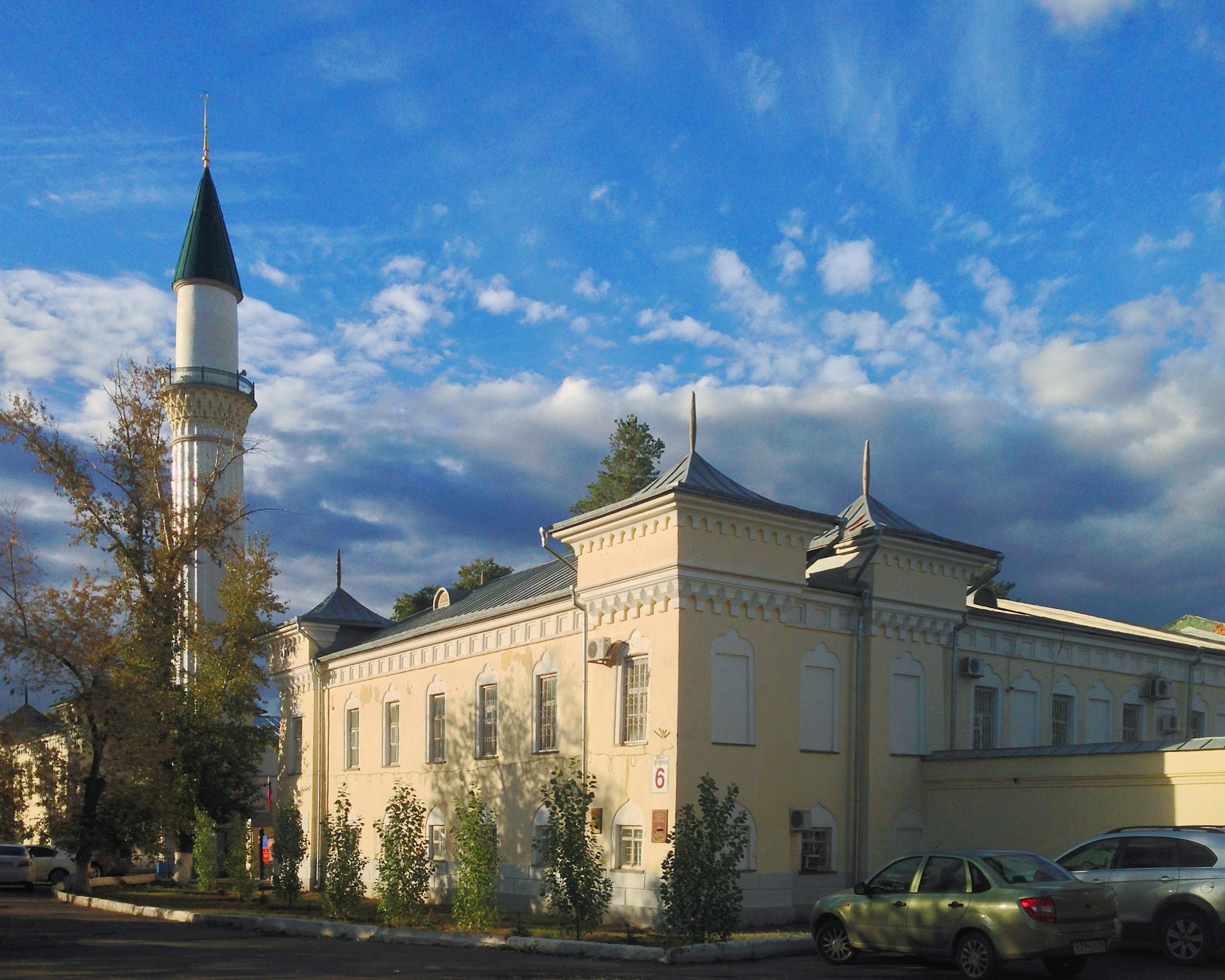
Mešita Karavan-Saraj
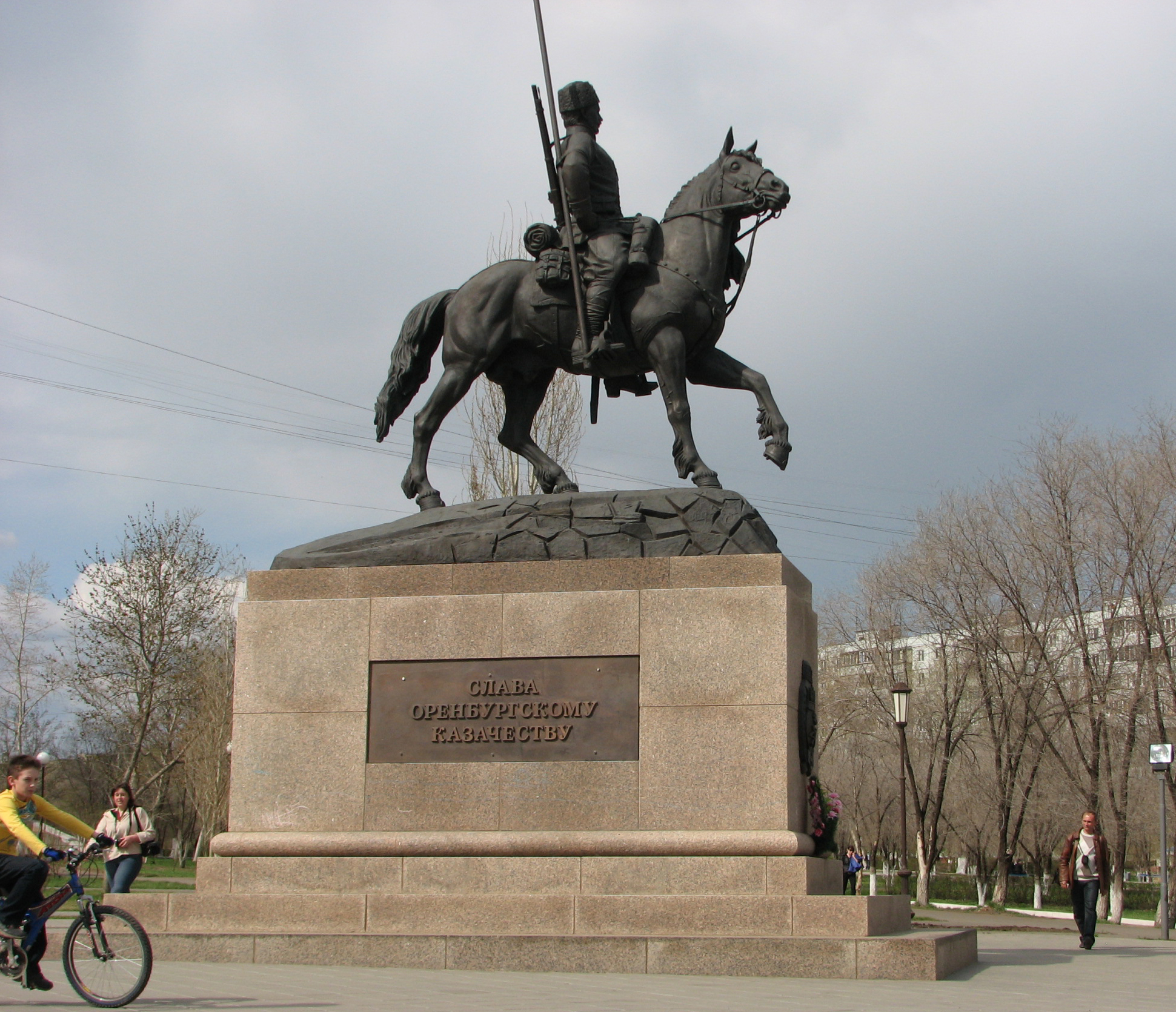
Památník orenburských Kozáků
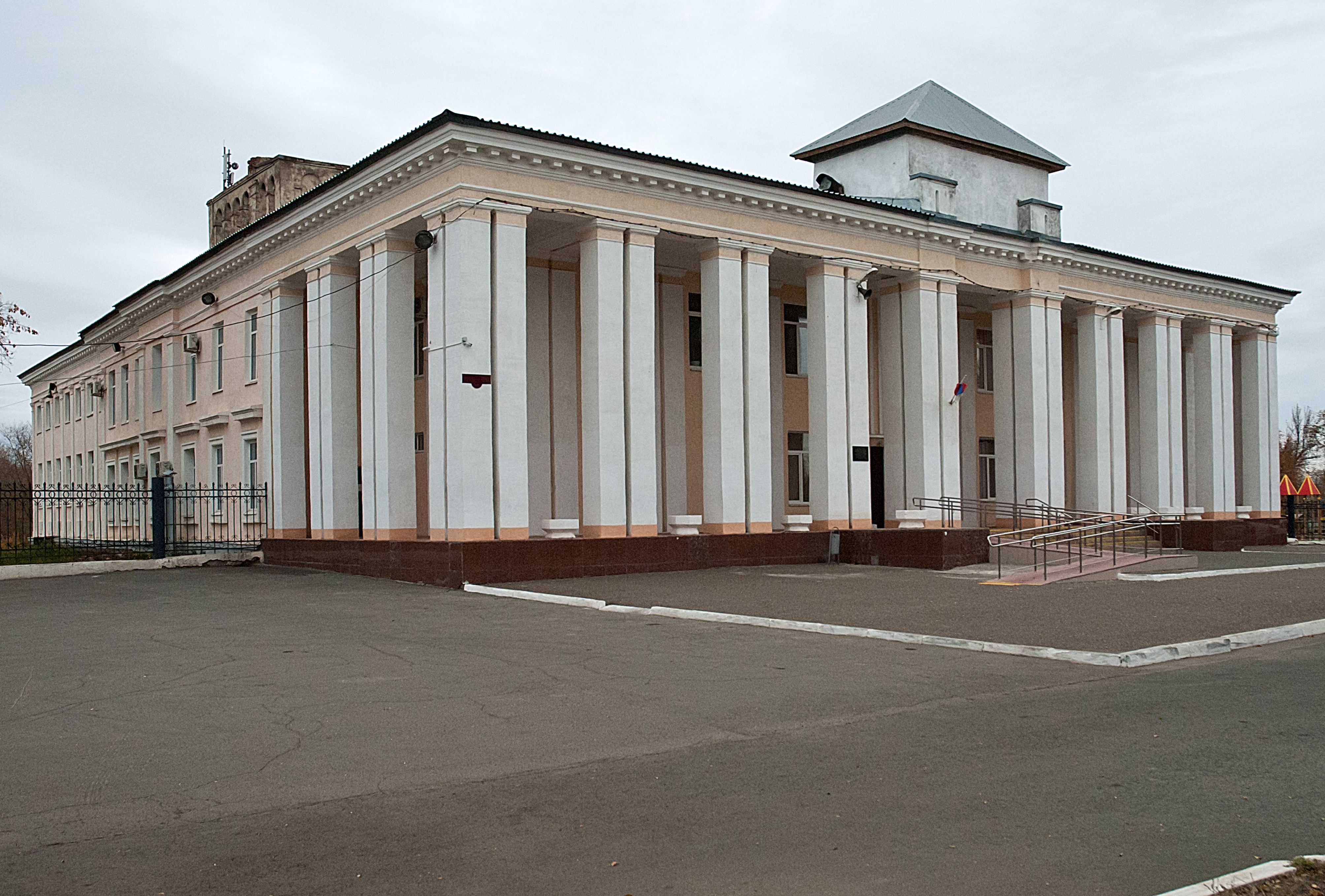
Umělecká škola ve čtvrti Krasnyj gorodok
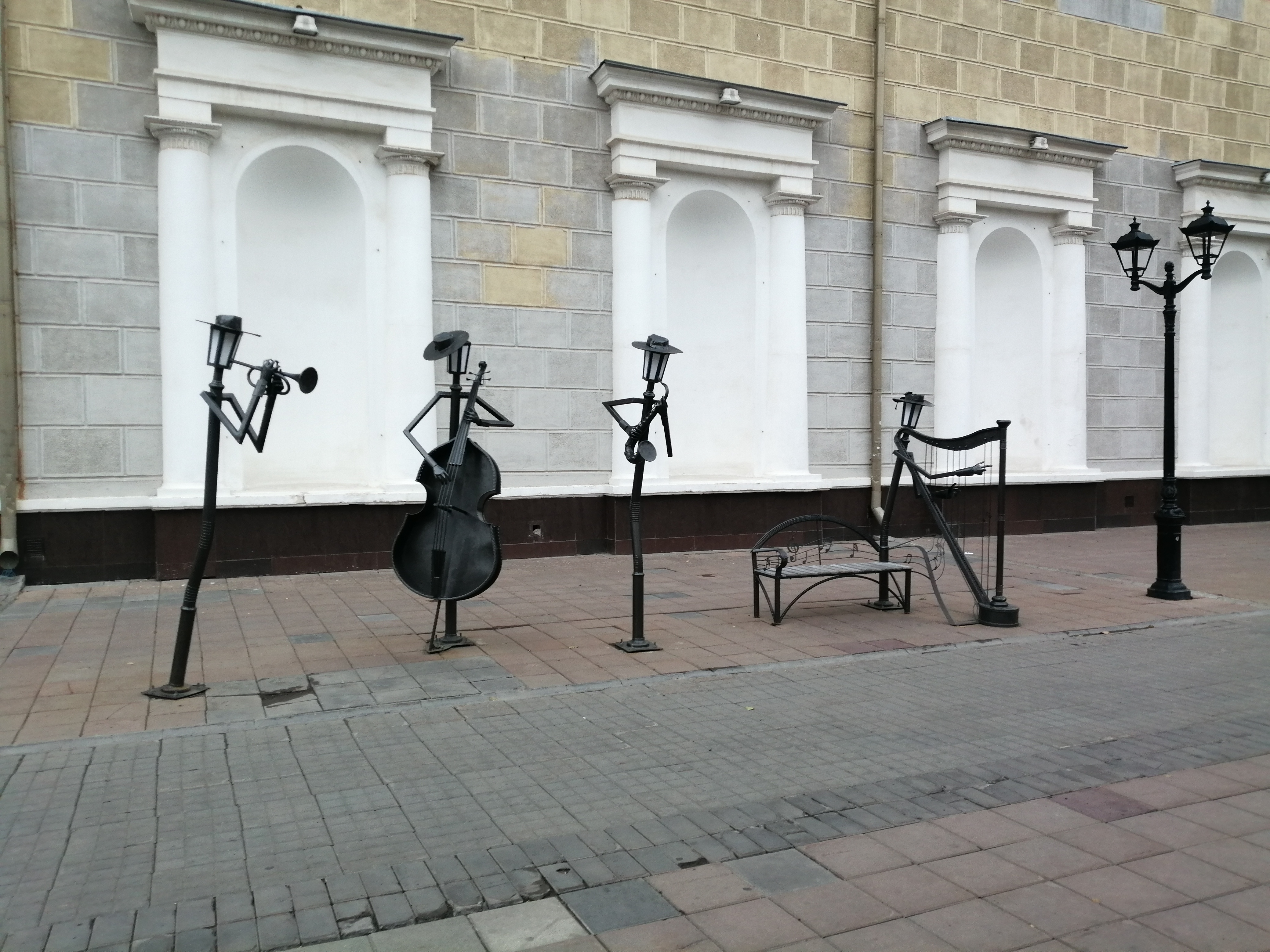
Instalace „Fonari muzykanty“ na Sovětské ulici
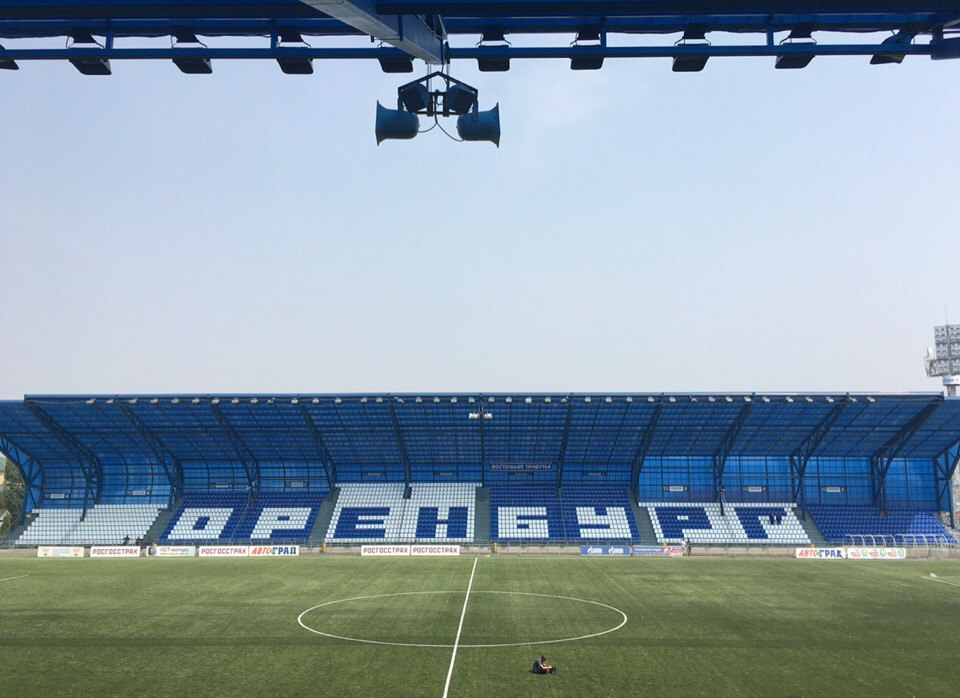
Stadion „Gazovik“ FK Orenburg
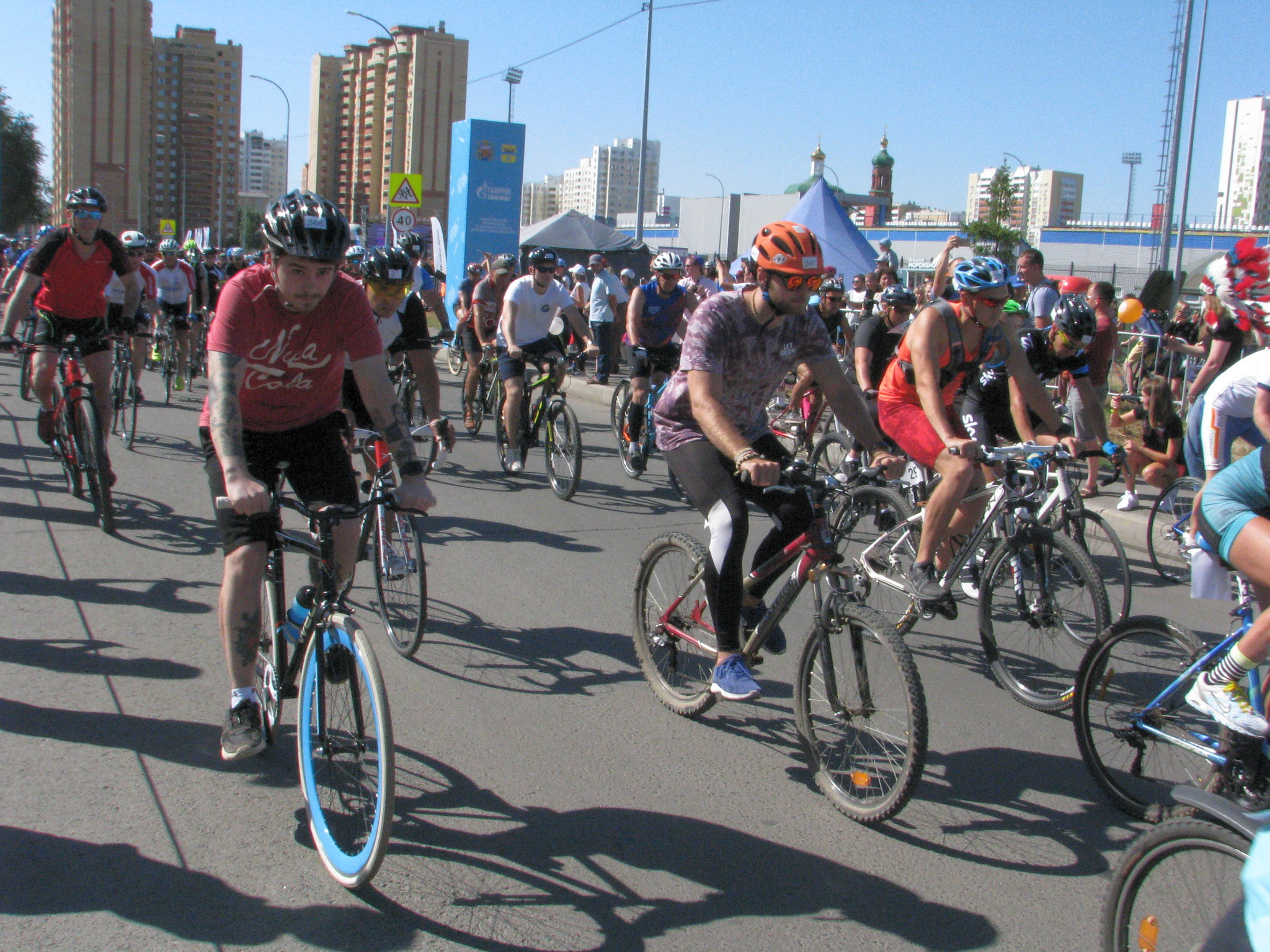
Cyklojízda v Orenburgu v roce 2022

## Spolupráce

### Bratrská města
- Blagnac, Francie
- Burgas, Bulharsko
- Chudžand, Tádžikistán
- Lehnice, Polsko
- Orlando, Spojené státy americké (do roku 2022)

### Partnerská města
- Ivanovo
- Jekatěrinburg
- Kazaň
- Moskva
- Oral
- Ufa
- Yining (Kuldža)